# レーナイア祭
レーナイア祭（レーナイアさい、希: Λήναια, Lēnaia）とは、古代ギリシアのアテナイで行われていた祭りの1つ。ディオニューシア祭の一種。
アッティカ暦のガメリオン月の12日（グレゴリオ暦で1月末ころ）に、喜劇や悲劇の競演と伴って催された。